# Comuna de Wijewo
Wijewo (polaco: Gmina Wijewo) é uma gminy (comuna) na Polónia, na voivodia de Grande Polónia e no condado de Leszczyński. A sede do condado é a cidade de Wijewo.
De acordo com os censos de 2004, a comuna tem 3449 habitantes, com uma densidade 56,2 hab/km².

## Área
Estende-se por uma área de 61,37 km², incluindo:
- área agrícola: 70%
- área florestal: 16%

## Demografia
Dados de 30 de Junho 2004:
|                      | Total   | Total | Mulheres | Mulheres | Homens  | Homens |
| -------------------- | ------- | ----- | -------- | -------- | ------- | ------ |
|                      | pessoas | %     | pessoas  | %        | pessoas | %      |
| População            | 3449    | 100   | 1688     | 48,9     | 1761    | 51,1   |
| Densidade (pop./km²) | 56,2    | 100   | 27,5     | 27,5     | 28,7    | 28,7   |

De acordo com dados de 2002, o rendimento médio per capita ascendia a 1400,25 zł.

## Subdivisões
- Brenno, Miastko, Potrzebowo, Przylesie, Radomyśl, Wijewo, Zaborówiec.

## Comunas vizinhas
- Przemęt, Sława, Włoszakowice, Wschowa